# Кобылача
 Кобылача  — деревня в Афанасьевском районе Кировской области в составе Пашинского сельского поселения.

## География
Расположена на расстоянии примерно 11 км на восток-юго-восток по прямой от райцентра поселка Афанасьево.

## История
Известна с 1891 года как починок Кобылятовский 1-й, в 1926 году дворов 9 и жителей 43 (34 «пермяки»), в 1950 (Кобылатовская) 14 и 46, в 1989 15 жителей.  Настоящее название утвердилось с 1998 года .  

## Население
Постоянное население составляло 6 человек (русские 100%) в 2002 году, 3 в 2010.